# Cody Goloubef
Cody Goloubef (* 30. November 1989 in Oakville, Ontario) ist ein ehemaliger kanadischer Eishockeyspieler, der im Verlauf seiner aktiven Karriere zwischen 2007 und 2023 unter anderem 160 Spiele für die Columbus Blue Jackets, Colorado Avalanche, Ottawa Senators und Detroit Red Wings in der National Hockey League (NHL) auf der Position des Verteidigers bestritten hat. Darüber hinaus absolvierte Goloubef weitere 365 Partien in der American Hockey League (AHL).

## Karriere
Goloubef spielte zunächst zwischen 2005 und 2007 in der Ontario Provincial Junior Hockey League (OPJHL) für die Milton Icehawks und Oakville Blades. Im Sommer 2007 schloss sich der Verteidiger für die folgenden drei Jahre der University of Wisconsin–Madison an und spielte für deren Eishockeyprogramm in der Western Collegiate Hockey Association (WCHA), einer Division der National Collegiate Athletic Association (NCAA). Während dieser Zeit wurde Goloubef im NHL Entry Draft 2008 in der zweiten Runde an 37. Stelle von den Columbus Blue Jackets aus der National Hockey League (NHL) ausgewählt.

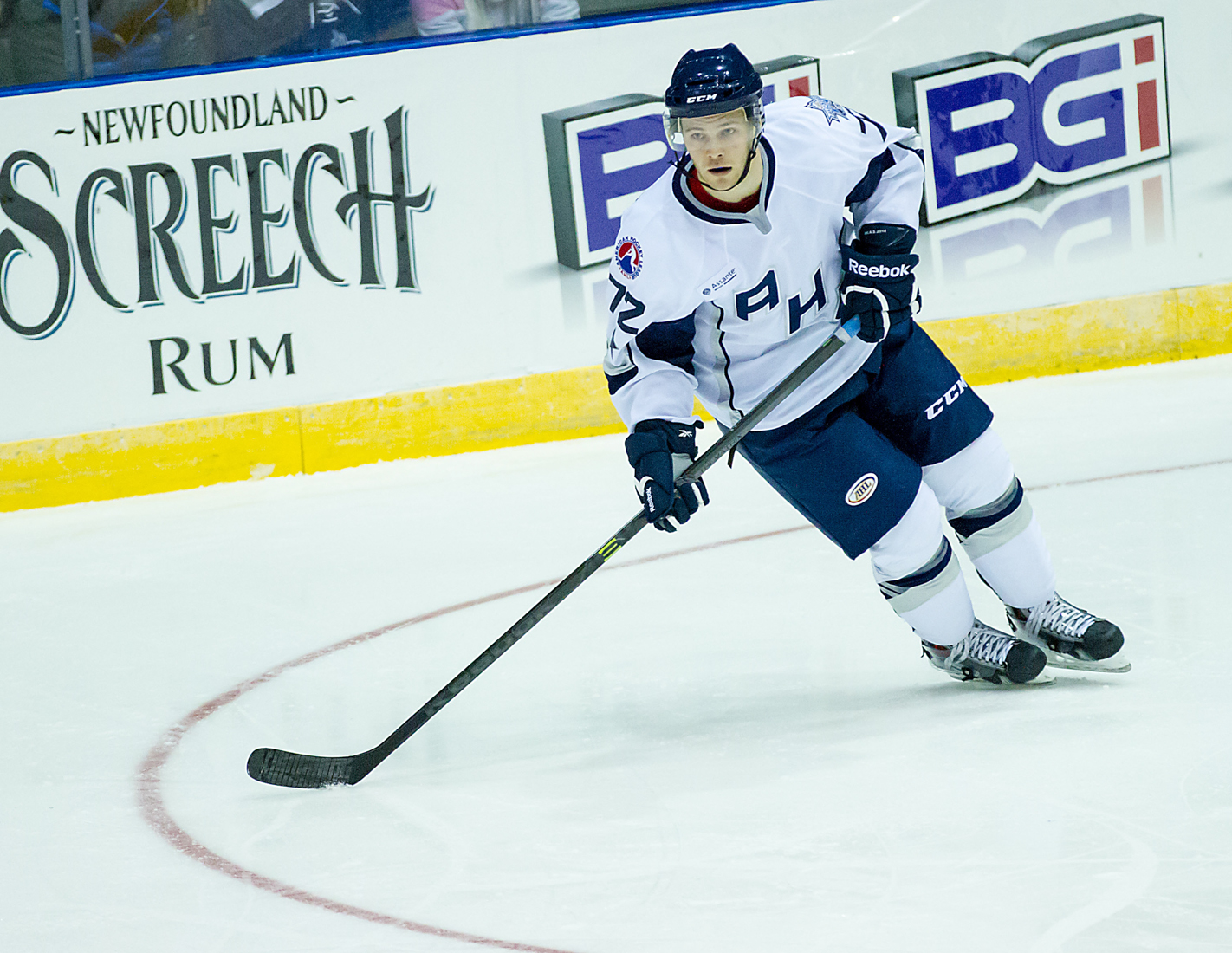
Goloubef beim AHL All-Star Classic 2014

Die Blue Jackets nahmen den Abwehrspieler im April 2010 für drei Jahre unter Vertrag. Zunächst setzten sie ihn in der Saison 2010/11 in ihrem Farmteam, den Springfield Falcons, in der American Hockey League (AHL) ein. Auch in den folgenden vier Spieljahren war Goloubef hauptsächlich für die Falcons aktiv, kam aber auch immer wieder zu Einsätzen in der NHL für die Blue Jackets, die seinen Vertrag in den Sommermonaten der Jahre 2013 und 2014 jeweils um ein Jahr verlängert hatten. Erst zur Saison 2015/16, als ihn Columbus für weitere zwei Jahre an das Franchise gebunden hatte, gelang Goloubef die Etablierung im NHL-Stammkader. Nachdem er jedoch zur Spielzeit 2016/17 abermals ins Farmteam abgeschoben wurde, trennten sich die Blue Jackets im November 2016 von ihm und transferierten ihn zur Colorado Avalanche. Im Tausch erhielt Columbus Ryan Stanton. Dort erfüllte Goloubef seinen auslaufenden Vertrag bis zum Saisonende und erhielt anschließend – nachdem er den Sommer als Free Agent verbracht hatte – einen Probevertrag bei den Buffalo Sabres. Aus diesem Engagement wurde in der Folge jedoch kein fester Vertrag, sodass Goloubef im Oktober 2017 einen AHL-Vertrag bei den Stockton Heat unterzeichnete. Dieser wurde im Februar 2018 zu einem Vertrag bei den Calgary Flames, deren NHL-Kooperationspartner, aufgewertet. Verlängert wurde dieser nach der Saison 2017/18 jedoch nicht, sodass er sich im Juli 2018 als Free Agent den Boston Bruins anschloss.
Die Bruins setzten den Verteidiger ausschließlich in der AHL bei den Providence Bruins ein, bevor er im Januar 2019 im Tausch für Paul Carey zu den Ottawa Senators transferiert wurde. Dort kam er regelmäßig sowohl in AHL als auch NHL zum Einsatz, ehe er im Februar 2020 über den Waiver zu den Detroit Red Wings gelangte. Dort wurde sein auslaufender Vertrag nach der Saison 2019/20 nicht verlängert. Anfang 2021 schloss er sich probeweise den Belleville Senators an, ehe er im April 2021 erneut einen NHL-Vertrag bei deren Kooperationspartner erhielt, den Ottawa Senators. Dort wurde sein Vertrag im Sommer 2021 nicht verlängert, ohne dass er in der NHL zum Einsatz kam. Im November und Dezember 2021 erhielt Goloubef jeweils erneut einen Probevertrag in Belleville, ehe er im Februar 2022 bis zum Saisonende 2022/23 zum Schweizer Klub SC Bern wechselte. Anschließend trat er im professionellen Eishockey nicht mehr in Erscheinung.

### International
Goloubef vertrat sein Heimatland bei der U20-Junioren-Weltmeisterschaft 2009 in der kanadischen Hauptstadt Ottawa. Dabei gewann er mit dem Team die Goldmedaille und kam in allen sechs Turnierspielen zum Einsatz. Anschließend debütierte er für die A-Nationalmannschaft Kanadas beim Spengler Cup 2017 und gewann die Trophäe. Außerdem gehörte er zum olympischen Aufgebot des Team Canada, das – ohne mit NHL-Spielern anzutreten – bei den Winterspielen 2018 die Bronzemedaille gewann.

## Erfolge und Auszeichnungen
- 2014 Teilnahme am AHL All-Star Classic
- 2017 Spengler-Cup-Gewinn mit dem Team Canada

### International
- 2006 Goldmedaille bei der World U-17 Hockey Challenge
- 2009 Goldmedaille bei der U20-Junioren-Weltmeisterschaft
- 2018 Bronzemedaille bei den Olympischen Winterspielen

## Karrierestatistik

### International
Vertrat Kanada bei:
- World U-17 Hockey Challenge 2006
- U20-Junioren-Weltmeisterschaft 2009
- Olympischen Winterspielen 2018

(Legende zur Spielerstatistik: Sp oder GP = absolvierte Spiele; T oder G = erzielte Tore; V oder A = erzielte Assists; Pkt oder Pts = erzielte Scorerpunkte; SM oder PIM = erhaltene Strafminuten; +/− = Plus/Minus-Bilanz; PP = erzielte Überzahltore; SH = erzielte Unterzahltore; GW = erzielte Siegtore; 1 Play-downs/Relegation; Kursiv: Statistik nicht vollständig)